# Бинбаш-Коба
Бинба́ш-Коба́ или Тысячеголо́вая (укр. Бінбаш-Коба, Тисячоголова, крымскотат. Biñ Baş Qoba, Бинъ Баш Къоба, с крымскотатарского «пещера тысячи голов») — пещера на нижнем плато Чатыр-дага, главной гряды Крымских гор. Протяженность — 150 метров, глубина — 23 метра. В пещере несколько галерей и залов со сталактитами, сталагмитами и настенными натечными образованиями. Длина самого большого зала около 24 метров, ширина 10 метров. В 1947 пещеру объявили заповедной. В. Х. Кондараки в «Универсальном описании Крыма» в 1873—1875 году пишет, что по рассказам туземцев, в ней были преданы смерти турками несчастные генуэзцы после погрома Кафы. В 40 метрах от Тысячеголовой вход в шахту Гугерджин-Хосар. В пешеходной доступности расположены две пещеры оборудованные для посещений — Мраморная и Мамонтовая (Эмине-Баир-Хосар).

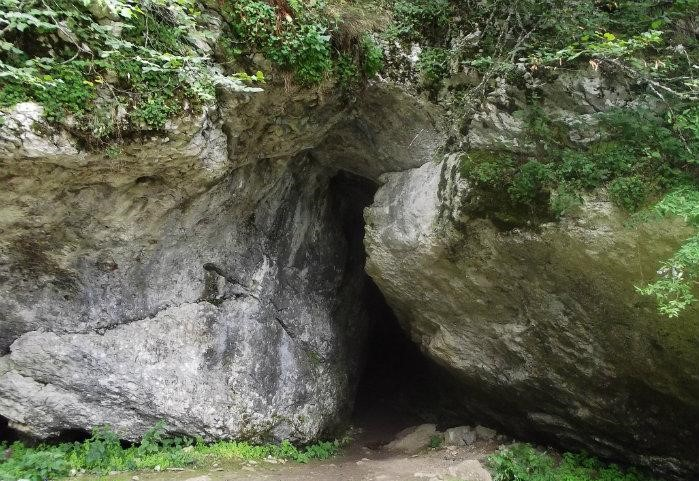
Нижний вход в пещеру на Нижнем плато Чатыр-Дага
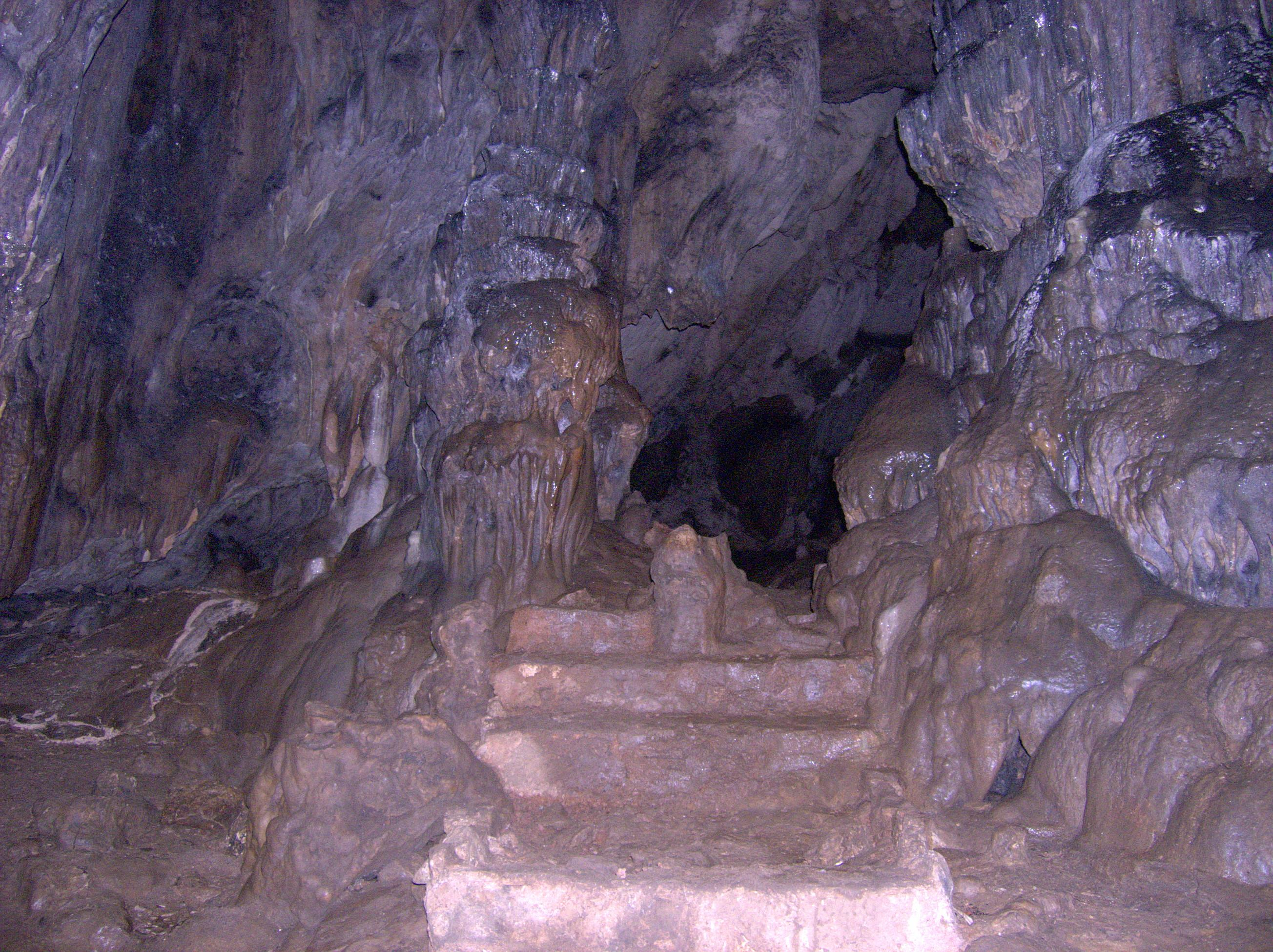
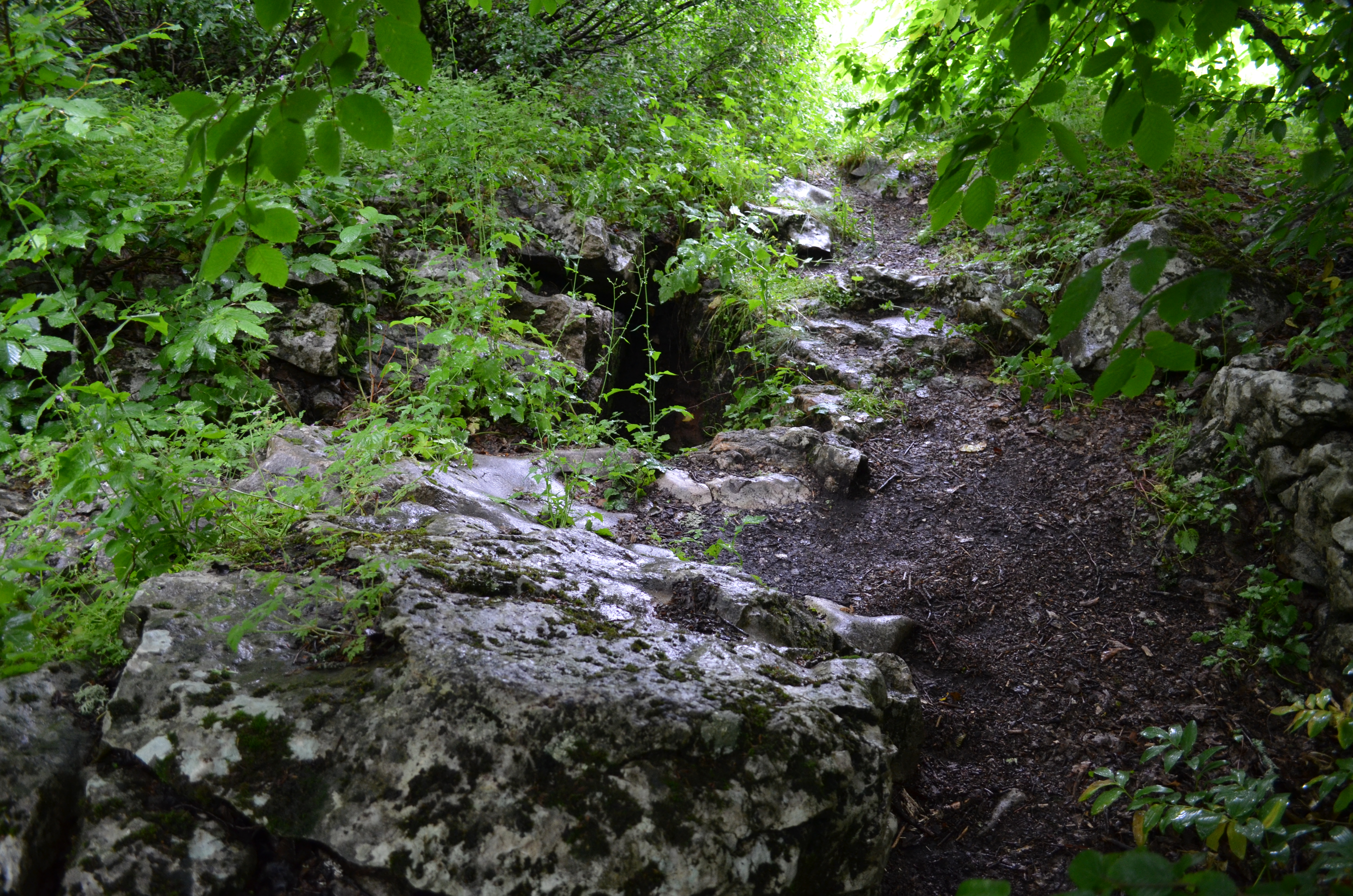
Верхний вход в пещеру Бинбаш-Коба